# Ereala armata
Genre
Synonymes
- Faradjea Roewer, 1950

Espèce
Synonymes
- Faradjea schoutedeni Roewer, 1950

Ereala armata, unique représentant du genre Ereala, est une espèce d'opilions laniatores de la famille des Assamiidae.

## Distribution
Cette espèce est endémique du Congo-Kinshasa. Elle se rencontre vers Eala, Karawa, Giri et Faradje.

## Publication originale
- Roewer, 1950 : « Opiliones und Solifuga aus Belgisch Congo. » Revue de Zoologie et de Botanique Africaines, vol. 44, no 1, p. 30–55.